# Lyphosia barbata
Lyphosia barbata là một loài ruồi trong họ Tachinidae.